# Otto Vincent Lange
Otto Vincent Lange, född 30 november 1797, död 4 november 1870, var en norsk politiker.
Lange blev skolrektor i Arendal 1823 och tullkassör där 1834. Han var storingsman 1833-54, medlem av 1839 års tullkommitté, statsråd och chef för finans- och tulldepartementet 1853-63.